# Shanjia qinggong
Das Buch Shanjia qinggong (chinesisch 山家清供, Pinyin Shānjiā qīnggōng; dt. etwa: Schlichte Kost des Bergeinsiedlers‘) ist ein Kochbuch, das von Lin Hong (林洪) in der Zeit der Südlichen Song-Dynastie verfasst wurde. Es umfasst zwei Hefte (juan).
In ihm wird die Zubereitung von über 100 Gerichten und kleinen Imbissen bzw. Desserts (caidian) sowie Getränken berichtet. Den Hauptteil nimmt dabei die Zubereitung der vegetarischen Gerichte (shucai) ein, an Fleischgerichten enthält es nur welche aus dem Fleisch vom Huhn (jī), Hase (tù), Fisch (yú) und Krabbe (xiè). Die Zubereitungstechniken nicht weniger Gerichte und kleiner Imbisse sind ziemlich unkonventionell. Auch die Diskussionsbeiträge des Autors zu den Gerichten und kleinen Imbissen bzw. Desserts (caidian) sind sehr scharfsinnig.
Das Buch ist für die Erforschung der Getränke und Speisen sowie der Kochkunst der Zeit der Song-Dynastie und der Zeit davor eine wertvolle Quelle.

## Verfasser
Über das Leben des Verfassers Lín Hóng sind wir nicht genau unterrichtet. Die Shuofu-Ausgabe (siehe unten) sagt, sein Großjährigkeitsname sei Lóngluò, sein hao-Name Kěshānrén („字龙落，号可山人“). Es gibt auch eine Ausgabe, die sagt, sein Großjährigkeitsname sei Kěshān (可山), sein hao-Name Lóngfā (龙发).

## Inhalt
Es wird darin berichtet über Getränke, Gerichte, Imbisse bzw. Snacks aus Weizenmehl oder Reismehl usw. (miàndiǎn 面点), Körnergerichte (fàn 饭), Breigerichte (zhōu 粥) unter anderem. Das Werk weist folgende Besonderheiten auf:
Die für die Gerichte und Desserts bzw. kleine Imbisse (càidiǎn 菜点) verwendeten Zutaten sind größtenteils Gemüse aus dem eigenen Garten, Wildkräuter, Melonen und Früchte sowie Bohnenprodukte, seltener auch Geflügel, Wild sowie Fische und Schalentiere.
Im Hauptteil wird für den Text zu einem jeden Lebensmittel meist zunächst die Quelle des Geschriebenen angegeben oder es werden Anekdoten erzählt. Im Anschluss werden die Zutaten, Zubereitung und Besonderheiten erwähnt. Einerseits bereichert es das Wissen, anderseits ist es stilistisch und sprachlich elegant geschrieben.
Enthalten sind darin nicht wenige diätetische Spitzenprodukte:
- Zum Beispiel wird ein „Kiefernpollen-Honig-Kuchen“ (sōnghuángbǐng 松黄饼) aus Kiefernpollen (sōnghuāfěn 松花粉) und Honig (蜜) hergestellt;
- eine „mit dem Saft einer zerstoßenen Rehmannia-Wurzel und Weizenmehl gekochte botuo-Teigware (aus dünnem gezogenen Teig)“ (dìhuáng bótuō 地黄馎饦);
- aus Flachpfirsich (Prunus persica var. compressa) (pántáo 蟠桃) und Reis gekochtes Flachpfirsich-Gericht (pántáofàn 蟠桃饭);
- aus Chrysanthemenblüten (huángjúhuā 黄菊花) und Reis gekochter „Goldreis“ (jīnfàn 金饭) usw., alle haben eine bestimmte therapeutische Wirkung.

Enthalten sind relativ viele in der Herstellung sehr feine Gerichte und Desserts bzw. kleine Imbisse. Zum Beispiel die Gerichte:
- „Mit Krabbenfleisch gefüllte Orange“ (xièniàngchéng 蟹酿橙), bei dem das Krabbenfleisch in eine ausgehöhlte Orange gefüllt wird und gedämpft wird.
- „In Lotosamenkapseln gedämpfte Mandarinfischstücke“ (liánfáng yúbāo 莲房鱼包), bei dem das Fischfleisch des Dorschbarsches Siniperca chuatsi, (Aucha-Barsch) in ausgehöhlte Samenkapseln des Lotos gefüllt und dann gar gedämpft wird.
- „Weißer-Schnee-und-Rote-Wolken-Suppe“ (xuěxiá gēng 雪霞羹), wofür Bohnenquark und Hibiskusblüten gedünstet (shao) werden zu einem rot-weißen Kreuzundquer.
- „Des Bergeinsiedlers drei knackige Zutaten“ (shānjiā sāncuì 山家三脆), bei dem junge Bambussprossen, kleine Pilze und Sprösslinge des Chinesischen Bocksdorns kurz mit heißem Wasser überbrüht werden, dann Würzmittel zugegeben und damit vermischt werden.
- „Essigpflaumenblüten-Nudelsuppe“ (méihuā tāngbǐng 梅花汤饼), bei der eine Eisenform verwendet wird, in der Teigscheiben in die Form von Essigpflaumenblüten gepresst werden und dann in Hühnerbrühe zu dem Gericht bereitet werden.

In Konzeption, Form und Namensgebung haben alle ein relativ hohes Niveau erreicht.
Außerdem ist das darin als „Opfer von purpurroten Wolken“ (bōxiágōng 拨霞供) bezeichnete Gericht das für China frühestes Gericht, bei dem die Shuàn-(涮)-Garmethode verwendet wird. In dem Buch heißt es auch, „Schweine- und Schaffleisch können für diese Zubereitungsmethode auch genommen werden“ („猪羊皆可“). Daraus kann man ersehen, dass das chinesische Gericht namens shuànyángròu (涮羊肉) (Hammelfleischfondue, oder genauer: in siedend heißem Wasser durch Eintauchen und Hin- und Herschwenken gegarte dünn geschnittene Hammelfleischscheiben, das auch „Mongolischer Feuertopf“ genannt wird) eine sehr lange Geschichte hat.

## Philosophie
Neben den oben erwähnten Charakteristika wird in dem Buch an einigen Stellen auch auf die Kochtheorie Bezug genommen. Zum Beispiel wird die These zitiert: „Es gibt keinen festgelegten Geschmack: was einem schmeckt, ist gut (食无定味，适口者珍)“, deren Einfluss in der Geschichte der chinesischen Küche relativ groß war.

## Rezepte (Auswahl)
- Mit Krabbenfleisch gefüllte Orange

Das Krabbenfleisch wird herausgelöst und in eine ausgehöhlte Orange gefüllt, man tut es in den Reisdämpfer (zèng 甑), es wird mit Reiswein, Essig und Wasser gar gedämpft und mit Essig und Salz gegessen.
- In Lotosamenkapseln gedämpfte Mandarinfischstücke

Man nehme das Fleisch eines Mandarinfisches, gebe Reiswein, Sojasoße und aromatische Würzzutaten dazu und vermenge alles miteinander, man fülle es in ausgehöhlte Samenkapseln des Lotos und dämpfe es gar.
- Opfer von purpurroten Wolken (in siedend heißem Wasser durch Eintauchen und Hin- und Herschwenken gegarte dünn geschnittene Hasenfleischscheiben)

Das Hasenfleisch wird in Scheiben geschnitten, mit Reiswein, jiang, Szechuan-Pfeffer und anderen Würzmitteln kurz eingelegt, dann hält man es mit Essstäbchen in kochendes Wasser und gart es („bǎishú 摆熟“), schließlich wird es in Würze getunkt gegessen. In Wirklichkeit handelt es sich bei diesem Gericht um ein mit der shuàn-Gartechnik gekochtes Stück Hasenfleisch (shuàntùròu 涮兔肉).
- Bohnenquark à la (Su) Dongpo

Nachdem der Bohnenquark in Lauchöl (congyóu) gebraten wurde, gibt man zerkleinerte Nüsse der Chinesischen Nusseibe (feizi) und jiàng (酱) zu und kocht es zusammen.
- In Reisweinsoße gekochte Jade-Champignons

Frische Champignons werden nach dem Sauberwaschen kurz in Wasser gekocht, dann nimmt man sie heraus und kocht sie in gutem Reiswein gar. Man kann sie auch zusammen mit Bambussprossen kochen.

## Frühe Drucke
Das Werk ist in den Büchersammlungen Shuofu (Ende Yuan-/Anfang Ming-Dynastie) und Yimen guangdu (Ming-Dynastie), Xiaoshi shanfang congshu (Qing-Dynastie) und Umfassende Sammlung von Congshu (Republik) enthalten.

## Moderne Ausgaben
Das Werk ist in dem japanischen Sammelwerk Chugoku shokkei sosho und in der Reihe Zhongguo pengren guji congkan (herausgegeben von Wū Kè 乌克, Peking: Zhongguo shangye chubanshe 1985) relativ bequem zugänglich.